# إليزابيث غرايم فيرجاسن
إليزابيث غرايم فيرجاسن (بالإنجليزية: Elizabeth Graeme Ferguson)‏ هي كاتِبة وشاعرة أمريكية، ولدت في 3 فبراير 1737 في Horsham ‏ في المملكة المتحدة، وتوفيت في 23 فبراير 1801 في Graeme Park ‏ في الولايات المتحدة.

## وصلات خارجية
- إليزابيث غرايم فيرجاسن على موقع الموسوعة البريطانية (الإنجليزية)